# Once Upon a Time in Shaolin
A Once Upon a Time in Shaolin a Wu-Tang Clan amerikai hiphopcsoport hetedik stúdióalbuma. Egyetlen példányt adtak el belőle 2015-ben, minden idők legdrágábban eladott zenei műve.
Az albumot hat évig vették fel titokban. 2014-ben két CD-n adták ki és a marrákesi Royal Mansour Hotel páncéltermében tartották, mielőtt eladták volna a Paddle8 online aukciós portálon 2015-ben. Az eladó és a vevő megegyezett, hogy az albumot nem lehet terjeszteni 2103-ig.
A győztes Martin Shkreli volt, a Turing Pharmaceuticals vezérigazgatója. 2018 márciusában, Shkreli letartóztatása és bebörtönzése után egy szövetségi bíróság elkobozta vagyonának egy részét, amelyek közé tartozott a Once Upon a Time in Shaolin is. 2021 júliusában az Egyesült Államok Igazságügyi Minisztériuma eladta a lemezt a PleasrDAO NFT-gyűjtőknek, 4 millió dollárért. A PleasrDAO azt nyilatkozta, hogy szeretnék elérni, hogy az album szélesebb körben is elérhető legyen. 2024-ben először részben közzé lett téve a lemez, mikor az új tulajdonosa kölcsönadta egy tasmaniai múzeumnak.

## Felvételek
A Wu-Tang Clan a 2000-es évek végén kezdett el dolgozni a Once Upon a Time in Shaolin albumon, Cilvaringz producerrel. Nagyjából hat évbe telt az album befejezése. Főként a New York-i Staten Island szigetén vették fel és Marrákesben végezték rajta az utómunkálatokat. Szerepel rajta a teljes Wu-Tang Clan, illetve Redman, a Wu-Tang Killa Beez, az FC Barcelona játékosai, Carice van Houten színésznő és Cher is.

## Koncepció és eladások
Az albumot a reneszánsz zenei kultúrája által inspirálva, a Wu-Tang producere, Cilvaringz úgy döntött, hogy a Once Upon A Time In Shaolint egy művészi tárgyként fogja elkészíteni. Azt követően, hogy a zene értéke visszaesett a streaming és az online kalózkodás miatt, ő és RZA azt remélték, hogy vissza tudják hozni a szépművészet értékét. A weboldalukon a következőt írták:
A zeneipar krízisben van. A zene valódi értékét nullára csökkentették. A kortárs művek milliókat érnek, exkluzivitásuk miatt... Azzal, hogy átvesszük a 400 éves reneszánsz féle hozzáállást a zenéhez, felajánlva azt mint egy megrendelhető termék és megengedjük neki, hogy egy hasonló utat járjon be az elkészítéstől, a bemutatáson át az eladásig... Azt reméljük, hogy inspirálhatunk vitákat a zene jövőjéről.
Az albumot egy ezüsttel beborított dobozban tárolták, amelyen szerepelt egy Wu-Tang Clan-viaszpecsét és bőrrel borított albumjegyzetek. 2015. március 3-án három órára feltartóztatták a John Fitzgerald Kennedy nemzetközi repülőtéren, amíg megvizsgálták, hogy mit tartalmaz a doboz. 2015 márciusában a Wu-Tang Clan bemutatta az albumot Queens-ben, nagyjából 150 műgyűjtőnek, zenekritikusnak és kereskedőnek. A résztvevőket átkutatták, hogy biztosra menjenek, senki se hozott az eseményre hangfelvevő eszközöket. Körülbelül 13 percet játszottak le az albumból.

### 2015-ös aukció

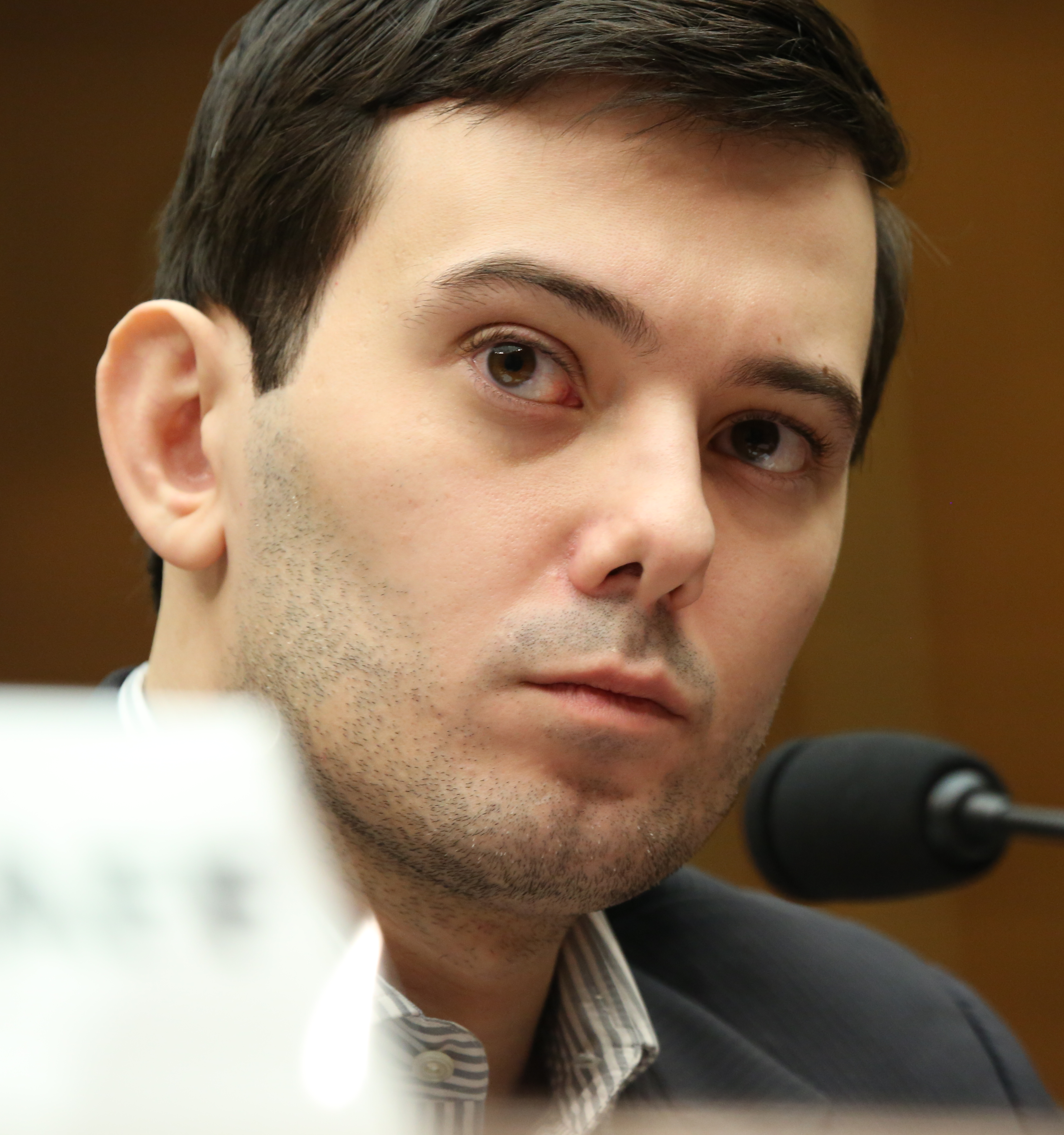
Martin Shkreli, a Turing Pharmaceuticals vezérigazgatója, a Once Upon a Time in Shaolin első tulajdonosa

A Once Upon A Time In Shaolint 2015-ben adták el a Paddle8 weboldalon, amelyen korábban eladták olyan művészek műveit, mint Jeff Koons, Julian Schnabel és Damien Hirst. Egy jogi egyezmény szerint az albumot 88 évig nem lehetett felhasználni kereskedelmi profitért, de ki lehetett adni ingyen vagy be lehetett mutatni kisebb közönségeknek. RZA szerint a nyolcas szám szimbolikus volt, a Wu-Tang Clan eredeti nyolc tagját jelképezve, amellett, hogy 2015 számjegyei is nyolcra adódnak össze, a Paddle8 nevében is van egy nyolcas és, hogy egy elforgatott nyolcas a végtelen jelképe, amelyet használtak a Wu-Tang Forever albumon.
A győztes ajánlatát 2015. május 3-án fogadták el, amelyet ezután hónapokig jogi problémák követtek. Az eladás végül 2015. augusztus 26-án történt meg, egy ismeretlen vevőnek, nyilvánosságra nem hozott összegért. December 9-én a Bloomberg Businessweek nyilvánosságra hozta, hogy a vevő a Turing Pharmaceuticals vezérigazgatója, Martin Shkreli volt, aki 2 millió dollárt fizetett a lemezért. RZA azt nyilatkozta, hogy a megegyezés még az előtt született, hogy Shkreli megemelte volna a Daraprim gyógyszer árát, amelyért később le is tartóztatták az üzletembert. A producer elmondása szerint, miután megtudták ki vette meg a lemezt, Cilvaringz és a Wu-Tang Clan a bevétel nagy részét jótékonysági célra fordították.
2016 januárjában Shkreli elmondta a Vice-nak, hogy elgondolkozott az album elpusztításán, vagy azon, hogy egy, a civilizációtól „elzárt helyre rakja, hogy aki meg akarja hallgatni, annak egy spirituális úton kelljen végighaladnia.” Megígérte, hogy kiadja az albumot, ha Donald Trump megnyeri a 2016-os választást és elpusztítja, ha Hillary Clinton lesz a győztes. Novemberben, Trump megválasztása után Shkreli online megosztotta az album egy dalát és az intróját.
2017 szeptemberében Shkreli megpróbálta eladni a Once Upon a Time in Shaolint eBay-en, a győztes ajánlat több, mint egy millió dollárt ért. Mielőtt véghez vihette volna az eladást, letartóztatták és bebörtönözték. RZA nem értett egyet az eladással, az mondta, hogy „Szerintem kaphatott volna érte többet, mint amennyit fizetett. Meglepett, hogy nyolc napon belül elérte az egy milliót... ha tovább is elérhető lett volna, ki tudja meddig mehetett volna fel az ára.” RZA remélte, hogy megveheti ő az albumot, de szerződése ebben megakadályozta.

### 2021-es eladás
2018 márciusában Shkreli elítélését követően egy szövetségi bíróság elkobozta az üzletember vagyonának egy részét, 7,36 millió értékben. Ezek közé tartozott a Once Upon a Time in Shaolin is. 2021. július 27-én Jacquelyn M. Kasulis, New York keleti körzetének bírája bejelentette, hogy az Egyesült Államok Igazságügyi Minisztériuma eladta az albumot.
2021 októberében kiderült, hogy a vevő a PleasrDAO volt, amely NFT-ket vásárol. A PleasrDAO korábban vásárolt Edward Snowdenhez és a Pussy Riot orosz punkegyütteshez kapcsolódó NFT-ket is. A megegyezés részeként, amely több (egy ismeretlen) félt is tartalmazott, a PleasrDAO 4 millió dollárért vette meg az albumot. A PleasrDAO szóvivője, Jamis Johnson úgy írta le a vásárlást, mint a „végső fellépés a közvetítők és a zenészeket és művészeket kihasználó emberek ellen,” amelyet sikerült eltávolítani Shkreli, a „legnagyobb internetgonosz” kezeiből. A csoport abban reménykedik, hogy széles körben elérhetővé teheti a lemezt, de még mindig vonatkozik rájuk az eredeti, 2103-ig tartó megegyezés.
2024-ben megtekinthető volt egy tasmaniai múzeumban.

## Zene
A Complex leírása szerint a Once Upon a Time in Shaolin „gazdag, rétegezett és zeneileg bombasztikus,” amelynek „érdes, erősen ütő hangzása” van, amely hasonlít a Wu-Tang Clan első albumaihoz. Egy „ominózus, balsejtelmes” eső és mennydörgés hangjával kezdődik az album, mielőtt Raekwon elkezdené az első versszakot. Hallható még ezek mellett a lemezen egy közönség tapsa, tűzoltóautók hangja és dobok is. Cher kétszer szerepel a lemezen, egyszer énekesként, egyszer színészként. A Rolling Stone kritikusa, Christopher Weingarten azt írta, hogy a lejátszott 13 perc alapján, a Once Upon a Time in Shaolin lehetett volna a hiphopcsoport legnépszerűbb albuma 1997 óta. Összehasonlította a U2 All That You Can’t Leave Behind (2000) lemezével és a Metallica Death Magnetic (2008) albumával, illetve kiemelték, hogy visszahozta RZA aranyéveit. Shkreli lejátszotta az albumot Allie Contival (Vice) készített interjújában, aki a következőt mondta a lemezről: „Abból, amit hallottam, az biztos, hogy jobb volt, mint a legutóbbi albumuk, de azt nem mondanám, hogy ér 2 millió dollárt.”

## Reakciók
Rajongók nagy része negatívan állt az album kiadásához. Method Man, a Wu-Tang tagja felszólalt a 88 éves tiltás ellen, RZA-t és Cilvaringz-t hibáztatta.RZA erre azt válaszolta, hogy szerinte muszáj volt a tiltás bevezetése, hogy az album megtartsa integritását, mint egy művészi darab. A Guinness Rekordok Könyve minden idők legértékesebb lemezének nevezte a Once Upon a Time in Shaolint, megelőzve Elvis Presley és a The Beatles által tartott rekordokat. 2016 februárjában Jason Koza művész beperelte RZA-t, Cilvaringz-t, a Paddle8-et és Shkrelit, amiért engedély nélkül használták fel munkáját az albumon. A pert elvetették, miután kiderült, hogy Koza eladott nyomtatványokat, amelyen engedély nélkül szerepelt a Wu-Tang logó.

## Könyv
2017 júliusában a Macmillan kiadó megjelentette a Once Upon a Time in Shaolin könyvet, amely az album történetét írja le. Szerzője Cyrus Bozorgmehr, aki Cilvaringz és RZA tanácsadója volt a lemez elkészítésének idején.

## Film
2016 májusában a Netflix és Brad Pitt cége, a Plan B Entertainment megvásárolta a jogokat Cilvaringz élettörténetének elmondására és a Once Upon a Time in Shaolin: The Untold Story of the Wu-Tang Clan's Million-Dollar Secret Album, the Devaluation of Music, and America's New Public Enemy No. 1 könyv filmesítésének jogát. A film készítését véletlenül kiszivárogtatta az egyik írója, Ian Edelman.

## Számlista
Az album valós számlistáját soha nem adták ki hivatalosan, de a Paddle8 az alábbi munkacímeket kapta az aukció előtt.
| Shaolin Iskola | Shaolin Iskola                   | Shaolin Iskola | Shaolin Iskola | Shaolin Iskola | Shaolin Iskola | Shaolin Iskola | Shaolin Iskola | Shaolin Iskola | Shaolin Iskola |
| #              | Cím                              | Hossz          |                |                |                |                |                |                |                |
| -------------- | -------------------------------- | -------------- | -------------- | -------------- | -------------- | -------------- | -------------- | -------------- | -------------- |
| 1.             | Entrance (Intro)                 | 1:57           |                |                |                |                |                |                |                |
| 2.             | The Magnificent Butchers         | 4:12           |                |                |                |                |                |                |                |
| 3.             | Staple Town Pt. 1 (Interlude)    | 0:44           |                |                |                |                |                |                |                |
| 4.             | Ethiopia                         | 7:55           |                |                |                |                |                |                |                |
| 5.             | Handkerchief                     | 0:49           |                |                |                |                |                |                |                |
| 6.             | Staple Town Pt. 2 (Interlude)    | 1:10           |                |                |                |                |                |                |                |
| 7.             | The Pillage of ’88               | 6:52           |                |                |                |                |                |                |                |
| 8.             | Centipedes                       | 7:14           |                |                |                |                |                |                |                |
| 9.             | The Widow’s Tear                 | 3:55           |                |                |                |                |                |                |                |
| 10.            | Sorrow                           | 5:45           |                |                |                |                |                |                |                |
| 11.            | The Shogun                       | 4:40           |                |                |                |                |                |                |                |
| 12.            | Blue [Interlude]                 | 0:55           |                |                |                |                |                |                |                |
| 13.            | Semi Automatic Full Rap Fanatics | 1:56           |                |                |                |                |                |                |                |
| 14.            | Staple Town Pt. 3 (Interlude)    | 3:30           |                |                |                |                |                |                |                |
| 15.            | The Rain                         | 7:16           |                |                |                |                |                |                |                |
| 58:50          |                                  |                |                |                |                |                |                |                |                |

| Allah Iskola | Allah Iskola          | Allah Iskola | Allah Iskola | Allah Iskola | Allah Iskola | Allah Iskola | Allah Iskola | Allah Iskola | Allah Iskola |
| #            | Cím                   | Hossz        |              |              |              |              |              |              |              |
| ------------ | --------------------- | ------------ | ------------ | ------------ | ------------ | ------------ | ------------ | ------------ | ------------ |
| 1.           | Sustenance (Intro)    | 0:43         |              |              |              |              |              |              |              |
| 2.           | Lions                 | 6:08         |              |              |              |              |              |              |              |
| 3.           | Since Time Immemorial | 2:32         |              |              |              |              |              |              |              |
| 4.           | The Slaughter Mill    | 6:31         |              |              |              |              |              |              |              |
| 5.           | The Brute             | 3:24         |              |              |              |              |              |              |              |
| 6.           | Iqra                  | 7:23         |              |              |              |              |              |              |              |
| 7.           | Flowers               | 5:49         |              |              |              |              |              |              |              |
| 8.           | Poisoned Earth        | 4:34         |              |              |              |              |              |              |              |
| 9.           | Shaolin               | 6:14         |              |              |              |              |              |              |              |
| 10.          | Freedom (Interlude)   | 2:25         |              |              |              |              |              |              |              |
| 11.          | The Sword Chamber     | 4:05         |              |              |              |              |              |              |              |
| 12.          | Unique                | 2:32         |              |              |              |              |              |              |              |
| 13.          | The Bloody Page       | 5:09         |              |              |              |              |              |              |              |
| 14.          | The Saga Continues    | 6:58         |              |              |              |              |              |              |              |
| 15.          | Salaam (Outro)        | 1:31         |              |              |              |              |              |              |              |
| 16.          | Shaolin Soul [Exit]   | 3:41         |              |              |              |              |              |              |              |
| 57:07        |                       |              |              |              |              |              |              |              |              |

A Complex által összeszedett számlista:
| Shaolin Iskola | Shaolin Iskola                | Shaolin Iskola | Shaolin Iskola | Shaolin Iskola | Shaolin Iskola | Shaolin Iskola | Shaolin Iskola | Shaolin Iskola | Shaolin Iskola |
| #              | Cím                           | Hossz          |                |                |                |                |                |                |                |
| -------------- | ----------------------------- | -------------- | -------------- | -------------- | -------------- | -------------- | -------------- | -------------- | -------------- |
| 1.             | Entrance (Intro)              | 1:57           |                |                |                |                |                |                |                |
| 2.             | Rivals                        | 4:12           |                |                |                |                |                |                |                |
| 3.             | Staple Town Pt. 1 (Interlude) | 0:44           |                |                |                |                |                |                |                |
| 4.             | Ethiopia                      | 7:55           |                |                |                |                |                |                |                |
| 5.             | Handkerchief                  | 0:49           |                |                |                |                |                |                |                |
| 6.             | Staple Town Pt. 2 (Interlude) | 1:10           |                |                |                |                |                |                |                |
| 7.             | The Pillage of ’88            | 6:52           |                |                |                |                |                |                |                |
| 8.             | Centipedes                    | 7:14           |                |                |                |                |                |                |                |
| 9.             | The Widow’s Tear              | 3:55           |                |                |                |                |                |                |                |
| 10.            | Sorrow                        | 5:45           |                |                |                |                |                |                |                |
| 11.            | Shaolin                       | 6:14           |                |                |                |                |                |                |                |
| 12.            | The Saga Continuous           | 6:58           |                |                |                |                |                |                |                |
| 13.            | Shaolin Soul (Exit)           | 3:41           |                |                |                |                |                |                |                |
| 57:26          |                               |                |                |                |                |                |                |                |                |

| Allah Iskola | Allah Iskola          | Allah Iskola | Allah Iskola | Allah Iskola | Allah Iskola | Allah Iskola | Allah Iskola | Allah Iskola | Allah Iskola |
| #            | Cím                   | Hossz        |              |              |              |              |              |              |              |
| ------------ | --------------------- | ------------ | ------------ | ------------ | ------------ | ------------ | ------------ | ------------ | ------------ |
| 1.           | Sustenance (Intro)    | 0:43         |              |              |              |              |              |              |              |
| 2.           | Lions                 | 6:08         |              |              |              |              |              |              |              |
| 3.           | Since Time Immemorial | 2:32         |              |              |              |              |              |              |              |
| 4.           | The Slaughter Mill    | 6:31         |              |              |              |              |              |              |              |
| 5.           | The Brute             | 3:24         |              |              |              |              |              |              |              |
| 6.           | Iqra                  | 7:23         |              |              |              |              |              |              |              |
| 7.           | Flowers               | 5:49         |              |              |              |              |              |              |              |
| 8.           | Poisoned Earth        | 4:34         |              |              |              |              |              |              |              |
| 9.           | Freedom (Interlude)   | 2:25         |              |              |              |              |              |              |              |
| 10.          | The Sword Chamber     | 4:05         |              |              |              |              |              |              |              |
| 11.          | Unique                | 2:32         |              |              |              |              |              |              |              |
| 12.          | The Bloody Page       | 5:09         |              |              |              |              |              |              |              |
| 13.          | Salaam (Outro)        | 1:31         |              |              |              |              |              |              |              |
| 52:46        |                       |              |              |              |              |              |              |              |              |

## Közreműködő előadók
Wu-Tang Clan
- Cappadonna
- Ghostface Killah
- GZA
- Inspectah Deck
- Masta Killa
- Method Man
- RZA (producerként is)
- Raekwon
- U-God

További közreműködők
| - Cilvaringz – producer - Carice van Houten - Cher – vokál - Killah Priest - Killa Sin - Streetlife - Tekitha - LA The Darkman - Shyheim | - Brooklyn Zu - Shabazz the Disciple - Killarmy - Sunz Of Man - Blue Raspberry - Popa Wu - Gravediggaz - Vanessa Liftig - Ken Lewis – keverő hangmérnök |